# 보비 찰턴
보비 찰턴(영어: Bobby Charlton)으로 잘 알려진 로버트 찰턴 경 CBE(영어: Sir Robert Charlton CBE, 1937년 10월 11일~2023년 10월 21일)은 잉글랜드의 축구인으로 현역 시절 미드필더와 공격수로 활동했다. 월드컵, 유러피언컵 우승과 발롱도르 수상을 모두 달성한 9명의 축구 선수들 중 한 명, 1966년 FIFA 월드컵에서 우승을 달성한 잉글랜드 축구 국가대표팀의 일원이었으며 1966년 발롱도르를 수상했고 1967년과 1968년 발롱도르 투표에서 2위를 차지했다. 대한민국에서는 바비 찰튼, 로버트 찰튼으로도 알려져 있다.
찰턴은 1956년 18살의 나이에 맨체스터 유나이티드 1군에 데뷔한 후 축구 경력 대부분을 맨체스터 유나이티드에서 보내면서 공격 본능, 미드필더 지역에서의 패스 능력, 양발로 공을 멀리서 강하게 찰 수 있는 능력, 높은 체력으로 명성을 얻었다. 그는 주전으로 활동하면서 1957년 풋볼 리그 1부에서 우승을 달성했으나 1958년 2월 뮌헨 비행기 참사로 부상을 입었다. 참사 당시 그는 구단 동료였던 해리 그레그에게 구조되었으며 뮌헨 비행기 참사의 마지막 생존자가 되었다. 부상에서 회복한 후 찰턴은 1963년 맨체스터 유나이티드의 FA컵 우승과 1965년과 1967년 풋볼 리그 우승을 이끌었고 1968년 유러피언컵 결승전에서 주장을 맡아 2득점을 기록하면서 맨체스터 유나이티드의 구단 역사상 첫 번째 유러피언컵 우승을 이끌었다. 그는 맨체스터 유나이티드에서 총 758경기에 출전해 249득점을 기록하며 1973년을 기준으로 맨체스터 유나이티드의 구단 역사상 최다 출전자와 최다 득점자가 되었다.
찰턴은 잉글랜드 축구 국가대표팀의 일원으로 1958년 FIFA 월드컵, 1962년 FIFA 월드컵, 1966년 FIFA 월드컵, 1970년 FIFA 월드컵에 출전했고 1966년 월드컵에서 우승을 달성했다. 그는 1970년 대표팀에서 은퇴할 당시 대표팀에서 총 106경기에 출전해 49득점을 기록하며 1973년 보비 무어가 대표팀 역대 최다 출전 기록을 갱신하기까지 대표팀의 역대 최다 출전자 지위를 차지했고 2015년 웨인 루니가 대표팀 역대 최다 득점 기록을 갱신하기까지 대표팀의 역대 최다 득점자 지위를 차지했다. 그는 2023년을 기준으로 잉글랜드 대표팀의 역대 최다 득점자 3위를 차지하고 있다.
찰턴은 1973-74 시즌 프레스턴 노스 엔드 FC의 축구 감독이 되면서 맨체스터 유나이티드를 떠났고 다음 시즌 프레스턴 노스 엔드의 선수 겸 감독으로 직책을 변경했다. 이후 그는 위건 애슬레틱 FC의 임원에 부임했으며 잠시 위건 애슬레틱의 감독 대행을 담당하기도 했다. 그는 1984년부터 맨체스터 유나이티드의 임원단에 포함되었다.

## 구단 경력

### 맨체스터 유나이티드
노섬벌랜드주 애싱턴에서 태어난 보비 찰턴은 1954년 17세가 되던 해에 맨체스터 유나이티드에 입단하였다. 당초에는 대기 선수에 불과했지만, 1956년에 주전 자리를 차지하면서 팀의 중심이 되어 1956-57 시즌에 리그 우승을 경험하였다. 그러나, 1958년 2월 6일 유러피언컵 준준결승전 츠르베나 즈베즈다 전을 마치고 돌아오는 길에 뮌헨 비행기 참사라고 불리는 비행기 사고를 당해 자신이 가장 존경했던 주장인 덩컨 에드워즈를 포함한 많은 팀 동료들을 잃고 기적적으로 목숨을 건졌다.
이 사고가 일어난 지 불과 2개월 후인 1958년 4월 19일 스코틀랜드 대표팀을 상대로 잉글랜드 대표팀에서의 데뷔전을 치렀고, 이 경기에서 득점을 성공시켰다. 하지만, 사고를 연상시키는 베오그라드에서의 유고슬라비아 전의 영향을 받아 그 해의 월드컵까지 오랫동안 정신적 고통을 받았다.
그후에는 정신적으로 회복해 팀의 재건에 공헌하였고, 1960년대에는 자신과 같이 정신적 고통으로부터 회복한 맷 버스비와 함께 조지 베스트, 데니스 로 등 젊은 선수들을 주축으로 하는 맨체스터 유나이티드의 주장을 맡아 1963년에는 FA컵을, 1965년과 1967년에는 당시 잉글랜드 1부 리그에 해당되는 풋볼 리그에서 우승하면서 맨체스터 유나이티드의 황금기를 구축하였다. 또 개인적으로는 1966년 발롱도르를 수상하기도 했다.
뮌헨 비행기 참사로부터 10년이 지난 1968년에는 유러피언컵 결승전에서 벤피카를 상대로 2골을 넣어 10년 전 뮌헨 비행기 참사로 이루지 못했던 유로피언 컵 우승을 성공시켰고, 그의 팀 맨체스터 유나이티드는 잉글랜드 팀으로선 처음으로 유럽 대회에서 우승하였다.
찰턴은 맨체스터 유나이티드에서 총 758경기에 출전해 249득점을 기록하며 1973년을 기준으로 맨체스터 유나이티드의 구단 역사상 최다 출전자와 최다 득점자가 되었다. 이후 그가 가지고 있었던 맨체스터 유나이티드 역사상 최다 출전 기록은 2008년 라이언 긱스가 2008 UEFA 챔피언스리그 결승전에 출전하면서 긱스에게 넘어갔고 구단 역사상 최다 득점 기록은 2017년 웨인 루니가 맨체스터 유나이티드 소속으로 250번째 득점을 기록하면서 루니에게 넘어갔다.

## 국가대표팀 경력
뮌헨 비행기 참사 두 달 만에 잉글랜드 축구 국가대표팀의 일원으로 발탁되었으며 그 해 4월 스코틀랜드와의 브리티시 홈 챔피언십 경기를 통해 A매치에 처음으로 출전했다.
이후 칠레에서 열린 1962년 FIFA 월드컵에서 팀을 준준결승으로 이끌었고, 1966년 자국에서 벌어진 1966년 FIFA 월드컵에서 잉글랜드의 첫 월드컵 우승에 기여하였다.
그는 멕시코에서 열린 1970년 FIFA 월드컵에 출장해 총 3번의 월드컵에서 14경기에 출장해 4골을 넣었고, 이것을 포함해 대표팀에서 106경기에 나서 49득점을 기록하였다.

## 개인사
보비 찰턴의 형 잭 찰턴 또한 축구 선수로 활동했다. 현역 시절 포지션은 수비수였으며 리즈 유나이티드 FC와 잉글랜드 축구 국가대표팀에서 활동했던 그는 1966년 FIFA 월드컵에 동생과 함께 참가해 월드컵 우승을 달성했다.
찰턴은 현역 시절 옐로카드를 총 2번 받았는데 한 번은 아르헨티나 대표팀과의 1966년 월드컵 경기에서였고 다른 한 번은 첼시 FC와의 풋볼 리그 경기에서였다.

### 사망
2023년 10월 21일 메이클즈필드 종합병원에서 거주하던 요양원에서 입은 낙상 사고로 인한 부상으로 사망했다. 이후 검시관은 후속 조사에서 그의 사망 원인을 "폐 외상, 낙상 및 치매"로 기록했다. 그의 죽음으로 제프 허스트는 1966년 월드컵 결승전에 참가한 잉글랜드 선수 중 마지막 생존자가 되었다.

## 경력 통계

### 클럽 기록
| 클럽                   | 시즌    | 리그 | 리그 | 컵   | 컵   | 리그 컵 | 리그 컵 | 유럽(UEFA) | 유럽(UEFA) | 합계 | 합계 |
| 클럽                   | 시즌    | 출장 | 득점 | 출장 | 득점 | 출장    | 득점    | 출장       | 득점       | 출장 | 득점 |
| ---------------------- | ------- | ---- | ---- | ---- | ---- | ------- | ------- | ---------- | ---------- | ---- | ---- |
| 맨체스터 유나이티드 FC | 1956–57 | 14   | 10   | 2    | 1    |         |         | 1          | 1          | 17   | 12   |
| 맨체스터 유나이티드 FC | 1957–58 | 21   | 8    | 7    | 5    |         |         | 2          | 3          | 30   | 16   |
| 맨체스터 유나이티드 FC | 1958–59 | 38   | 29   | 1    | 0    |         |         |            |            | 39   | 29   |
| 맨체스터 유나이티드 FC | 1959–60 | 37   | 18   | 3    | 3    |         |         |            |            | 40   | 21   |
| 맨체스터 유나이티드 FC | 1960–61 | 39   | 21   | 3    | 0    |         |         |            |            | 42   | 21   |
| 맨체스터 유나이티드 FC | 1961–62 | 37   | 8    | 6    | 2    |         |         |            |            | 43   | 10   |
| 맨체스터 유나이티드 FC | 1962–63 | 28   | 7    | 6    | 2    |         |         |            |            | 34   | 9    |
| 맨체스터 유나이티드 FC | 1963–64 | 40   | 9    | 7    | 2    |         |         | 6          | 4          | 54   | 15   |
| 맨체스터 유나이티드 FC | 1964–65 | 41   | 10   | 7    | 0    |         |         | 11         | 8          | 59   | 18   |
| 맨체스터 유나이티드 FC | 1965–66 | 38   | 16   | 7    | 0    |         |         | 8          | 2          | 54   | 18   |
| 맨체스터 유나이티드 FC | 1966–67 | 42   | 12   | 2    | 0    |         |         |            |            | 44   | 12   |
| 맨체스터 유나이티드 FC | 1967–68 | 41   | 15   | 2    | 1    |         |         | 9          | 2          | 53   | 20   |
| 맨체스터 유나이티드 FC | 1968–69 | 32   | 5    | 6    | 0    |         |         | 8          | 2          | 48   | 7    |
| 맨체스터 유나이티드 FC | 1969–70 | 40   | 12   | 9    | 1    | 8       | 1       |            |            | 57   | 14   |
| 맨체스터 유나이티드 FC | 1970–71 | 42   | 5    | 2    | 0    | 6       | 3       |            |            | 50   | 8    |
| 맨체스터 유나이티드 FC | 1971–72 | 40   | 8    | 7    | 2    | 6       | 2       |            |            | 53   | 12   |
| 맨체스터 유나이티드 FC | 1972–73 | 36   | 6    | 1    | 0    | 4       | 1       |            |            | 41   | 7    |
| 합계                   | 합계    | 606  | 199  | 78   | 19   | 24      | 7       | 45         | 22         | 758  | 249  |
| 프레스턴 노스 엔드 FC  | 1974–75 | 38   | 8    | 4    | 1    | 3       | 1       |            |            | 45   | 10   |
| 합계                   | 합계    | 38   | 8    | 4    | 1    | 3       | 1       |            |            | 45   | 10   |
| 워터퍼드 유나이티드 FC | 1975–76 |      |      |      |      |         |         |            |            | 4    | 1    |
| 합계                   | 합계    |      |      |      |      |         |         |            |            | 4    | 1    |
| 총 계                  | 총 계   |      |      |      |      |         |         |            |            | 834  | 277  |

### 국가대표팀 기록
| 잉글랜드 대표팀 | 잉글랜드 대표팀 | 잉글랜드 대표팀 |
| 년도            | 출장            | 득점            |
| --------------- | --------------- | --------------- |
| 1958            | 6               | 7               |
| 1959            | 7               | 5               |
| 1960            | 8               | 6               |
| 1961            | 9               | 6               |
| 1962            | 8               | 1               |
| 1963            | 10              | 6               |
| 1964            | 8               | 2               |
| 1965            | 5               | 2               |
| 1966            | 15              | 6               |
| 1967            | 4               | 2               |
| 1968            | 8               | 3               |
| 1969            | 9               | 1               |
| 1970            | 9               | 2               |
| 합계            | 106             | 49              |

## 서훈
- 대영 제국 훈장 4등급(CBE, 1969년)
- 대영 제국 훈장 3등급(CBE, 1974년)
- 최하위 훈작사(기사작위, 1994년)
- 욱일소수장(1994년)

## 수상

### 맨체스터 유나이티드
- 퍼스트 디비전 : 1956/57, 1964/65, 1966/67
- FA컵 : 1962/63
- 채리티 쉴드 : 1965, 1967
- 유로피언컵 : 1967/68

### 잉글랜드
- FIFA 월드컵 : 1966
- UEFA 유로 3위 : 1968
- 브리티시 챔피언십 : 1961, 1965, 1966, 1968, 1969

### 개인
- 발롱도르 : 1966
- FWA 올해의 선수 : 1965/66
- PFA 공로상 : 1974
- FWA 공로상 : 1989
- UEFA 회장상 : 2008
- BBC 평생 공로상 : 2008
- 라우레우스 평생 공로상 : 2012

#### 선정
- FIFA 월드컵 드림팀 : 1994
- PFA 세기의 팀 : 2007
- FIFA 20세기 최고의 선수 : 10위
- 잉글랜드 축구 명예의 전당 : 2002
- 월드사커 20세기 최고의 선수 : 12위
- UEFA 골든 주빌리 투표 14위 : 2004
- 풋볼리그 레전드 100인 : 1998
- FIFA 100 : 2004

#### 발롱도르
- 1960 - 7
- 1961 - 10
- 1963 - 8
- 1965 - 5
- 1966 - 1
- 1967 - 2
- 1968 - 2
- 1969 - 15
- 1971 - 22

## 같이 보기
- A매치 100경기 이상 출전한 축구 선수 명단